# برایان واهالی
 برایان واهالی (انگلیسی: Brian Vahaly؛ زاده ) یک تنیس‌باز اهل ایالات متحده آمریکا است.